# Augustinus van Dacia
Augustinus van Dacia (geboren in Dacia, een oude naam voor Denemarken en een voormalige kerkprovincie in Scandinavië - gestorven in 1285) was een provinciaal prior bij de dominicanen. Tijdens het conflict tussen aartsbisschop van Lund Jakob Erlandsen en de koning van Denemarken, steunde hij de koning, wat hem zuur zou opbreken. In 1272 werd hij in ere hersteld.
Augustinus is gekend voor zijn werk, de Rotulus pugillaris, een summa, een synthese van alle nuttige en noodzakelijke kennis die een monnik nodig had om aan te tonen dat hij die had verworven voordat hij begon te prediken. Het vat de vier manieren van de exegese samen:
Littera gesta docet, quid credas allegoria, Moralis quid agas, quid speres anagogia
De letterlijke lezing leert wat er is gebeurd, de allegorische wat je moet geloven, de morele wat je moet doen, en de anagogische waar je op moet hopen.